# Walerian Czuma
Walerian Czuma (Niepołomice, 24 dicembre 1890 – Penley, 7 aprile 1962) è stato un generale polacco, che nel 1939 fu nominato comandante della Guardia di frontiera (Straż Graniczna). Nel corso delle fasi iniziali della seconda guerra mondiale fu comandante della Difesa di Varsavia. Insignito tre volte dell'Ordine Virtuti militari.

## Biografia
Nacque il 24 dicembre 1890 a Niepołomice, figlio di Jan ed Emilia Ptak.  Suo padre era un rafter sul fiume Vistola, ma quando la famiglia Czuma si trasferì a Czaniec nel 1896, iniziò a coltivare una fattoria di 20 morga. Walerian frequentò la scuola elementare a Kęty e subito dopo averla la famiglia ha dovuto trasferirsi di nuovo quando, nel 1906, il padre acquistò a Wadowice un terreno di otto ettari. Continuò i suoi studi presso la locale Scuola Media Superiore Imperiale di Lettere, dove nel 1911 superò l'esame di maturità.  Andò successivamente a studiare a Vienna, presso la Facoltà di agraria della locale Hochschule für Bodenkultur, completando 5 semestri.
servizio nella squadra di fucilieri, alla quale Walerian si unì durante i suoi studi a Vienna nel 1912. Nel 1911 prestò servizio volontario nel 13° Reggimento di fanteria austriaco, e nel 1912 fu in servizio nella squadra fucilieri della scuola.
Dopo lo scoppio della Grande Guerra si unì alle legioni polacche con il grado di sottotenente. Comandò prima un plotone, poi una compagnia e nel dicembre 1915, promosso al grado di tenente, assunse il comando della 9ª Compagnia del 3° Reggimento di fanteria della 2ª Brigata delle Legioni polacche. Rimase gravemente ferito nella battaglia di Polska Góra (4 luglio 1916), e trascorse quasi un anno e mezzo in cura a Cracovia. Terminata la convalescenza, promosso capitano, ritornò al fronte il 1º gennaio 1918 assumendo il comando del 2º Battaglione del 3º Reggimento di fanteria della 2ª Brigata, che dal 1916 combatté nell'ambito del Corpo ausiliario polacco istituito dagli austriaci. Poco dopo, il 6 febbraio, le potenze centrali firmarono a Brest un trattato di pace con la Repubblica Popolare Ucraina, i cui termini erano inaccettabili per i polacchi: l'accordo prevedeva la concessione all'Ucraina dei territori sulle quali la Confederazione polacco-lituana, che era sull'orlo di ottenere l'indipendenza, rivendicava diritti storici ed etnici. Venuti a conoscenza di questi eventi, nella notte tra il 15 e il 16 febbraio 1918, una parte significativa dei soldati, tra cui lui, della 2ª Brigata al comando del colonnello Józef Haller attraversò il fronte vicino a Rarańcza, unendosi al II Corpo polacco che combatteva al fianco della Russia. La rivoluzione infuriava nell'Impero russo, e per combattere i bolscevichi furono costituite formazioni militari volontarie, composte da elementi di varie nazionalità, compresi i polacchi. Su raccomandazione di Haller fu mandato a lavorare a Mosca dove organizzò il sostegno finanziario ai connazionali che volevano combattere i bolscevichi, e nell'estate del 1918 andò in Siberia, dove guidò il reclutamento di volontari per la V Divisione dei Tiratori Polacchi (Divisione Siberiana). L'unità polacca si distinse nella guerra civile russa dove suoi soldati assicurarono la ritirata delle truppe dell'ammiraglio Aleksandr Vasil'evič Kolčak e il corpo d'armata cecoslovacco in Estremo Oriente. Costantemente incalzata dalle forze bolsceviche, la V Divisione fu costretta ad arrendersi all'inizio del 1920. Imprigionato dapprima a Krasnoyarsk e poi Omsk, dal novembre 1920 fu trasferito alla prigione di Butyrka a Mosca. Ritornò in Polonia nel gennaio 1922 scambiato con i commissari sovietici fatti prigionieri durante la guerra polacco-sovietica.
Il suo comportamento come comandante delle truppe polacche in Siberia fu apprezzato da Haller, che richiese per lui l'assegnazione della Medaglia d'argento dell'Ordine Virtuti militari. Dopo una breve convalescenza si offrì volontario per il servizio nel neocostituito esercito polacco. Completò il corso per comandanti anziani a Rembertów e il corso di studi militari superiori a Varsavia.
Comandò la 19ª Divisione fanteria a Vilnius (1922-1927), prestò quindi servizio come comandante del campo fortificato di Vilnius (maggio 1927-febbraio 1928) e nel febbraio 1928 assunse il comando della 5ª Divisione fanteria a Lvov. Nel gennaio 1929, fu promosso generale di brigata, e nel febbraio 1939 il Presidente della Repubblica Ignacy Mościcki lo nominò comandante della Guardia di frontiera (Straż Graniczna).
Dopo lo scoppio della seconda guerra mondiale rimase a Varsavia. Il 3 settembre fu istituito il Comando di Difesa di Varsavia, di cui assunse il comando. Le formazioni corazzate tedesche si stavano già dirigendo verso la città dalla direzione di Piotrków, ed egli organizzò subito la difesa della Capitale. Inizialmente ebbe a disposizione soltanto le scarse forze della guarnigione cittadina, tuttavia riuscì in breve tempo a raccogliere un gruppo notevole di uomini (circa settantamila tra ufficiali e soldati), composto in parte dai resti di unità sconfitte che si ritiravano in direzione di Varsavia, da soldati sbandati e da volontari. Costituì unità di fanteria, compagnie di genieri, unità di trasporto e lavorò a stretto contatto con il sindaco Stefan Starzyński, che nominò commissario civile presso il comando della difesa di Varsavia. Durante un briefing con i suoi ufficiali dischiarò: Non c'è possibilità di ritirarsi dalle posizioni che abbiamo preso e lì moriremo. Il generale diresse personalmente il fuoco di artiglieria contro i carri armati tedeschi della 1ª Divisione corazzata del generale Georg-Hans Reinhardt. Nonostante leroica resistenza, il 28 settembre 1939 Varsavia capitolò. Ebbe l'opportunità di unirsi al Służba Zwycięstwu Polski, istituito il giorno prima, ma decise di consegnarsi come prigioniero di guerra i tedeschi insieme ai suoi compagni d'armi. Trascorse l'intera guerra nei campi di prigionia. Prima a Murnau (Oflag VII A), poi a Johannisbrunn (Oflag VIII E) e a Doessel (Oflag VI B). Gli americani lo liberarono da quest'ultimo campo  e nell'aprile 1945 trasportarono gli ufficiali lì detenuti a Parigi e poi a Nizza.
Il generale non ritornò mai tornato in Polonia. Insieme al fratello Ladislao rimase in esilio, prima in Francia e poi in Gran Bretagna. L'adesione al Corpo polacco di addestramento e schieramento gli permise di trovare lavoro in una cooperativa nella fattoria di trecento acri a Cobalder vicino a Peterborough. Dal 1956, il generale visse in un centro polacco per ex militari nel Polish Home Center a Penrhos nel Galles del Nord. Morì il 7 aprile 1962 presso l'ospedale di Penley a causa di una Emorragia cerebrale e il suo funerale ebbe luogo 4 giorni dopo. Fu sepolto nel cimitero di Wrexham. Le ceneri del generale, secondo la sua volontà, furono portate in Polonia il 2 luglio 2004 e sepolte nel cimitero Powązki (area II C 27). Proprio in questa città, una via del quartiere di Bemowo porta il suo cognome. Andrzej Czuma, Ministro della Giustizia nel governo di Donald Tusk, è suo nipote. Una targa in onore del generale, finanziata dalla comunità inglese polacca e da ex compagni d'armi, si trova nella chiesa di S. Andrzej Bobola a Londra.

### Il fratello Władysław
Władysław (1893-1968), diplomato al liceo di Wadowice nel 1914 e fu comandante dell'Associazione dei fucilieri di Wadowice. Partecipò alla prima guerra mondiale e, preso prigioniero dai russi, si ritrovò in Siberia, dove combatté nell'esercito della Guardia Bianca dell'ammiraglio Kolčak. Dopo essere tornato nella Repubblica indipendente di Polonia, prestò servizio nell'esercito polacco. Lo scoppio della seconda guerra mondiale lo trovò, tenente colonnello, in Slesia, dove lavorò nello staff della Brigata di difesa nazionale dell'Alta Slesia. All'atto della capitolazione della Polonia fuggi, e attraverso la Francia raggiunse la Gran Bretagna, dove fu comandante del quartier generale della 3ª Brigata fucilieri. Dopo la fine della guerra rimase in esilio in Gran Bretagna. Morì nell'ottobre 1968 alla Polish Home Center a Penrhos (Galles del Nord) e fu sepolto nel cimitero di Wrexham. Nel 2004, i suoi resti furono trasferiti al cimitero Powązki a Varsavia.

### Annotazioni
1. ↑  Nonostante un anno e mezzo di cure soffrì per tutto il resto della sua vita della conseguenze delle ferite riportate in combattimento.
2. ↑  Era gravemente malato di scorbuto e, essendo alto 180 cm, pesava solo 49 kg.

### Fonti
1. 1 2 3 4 5 6 7 8 9 10 11 12  Dzieje.
2. 1 2 3 4 5 6 7 8 9 10 11 12 13 14 15 16 17 18 19 20 21 22 23 24 25 26 27 28 29 30 31 32 33 34 35 36 37  Wadowice.
3. 1 2 3 4 5 6  Generals.
4. 1 2 3 4  Łoza 1938, p. 126.
5. ↑  Sprawozdanie 1911, pp. 46-48.
6. 1 2 3  Zaloga 2003, p. 70.
7. ↑  A. Zawilski, Bitwy polskiego settembre, Cracovia 2009, p.
8. ↑  Mierzwiński 1990, p. 69.
9. 1 2 3 4 5 6 7 8 9 10 11 12  Traces of War.